# ВСМ Москва — Санкт-Петербург

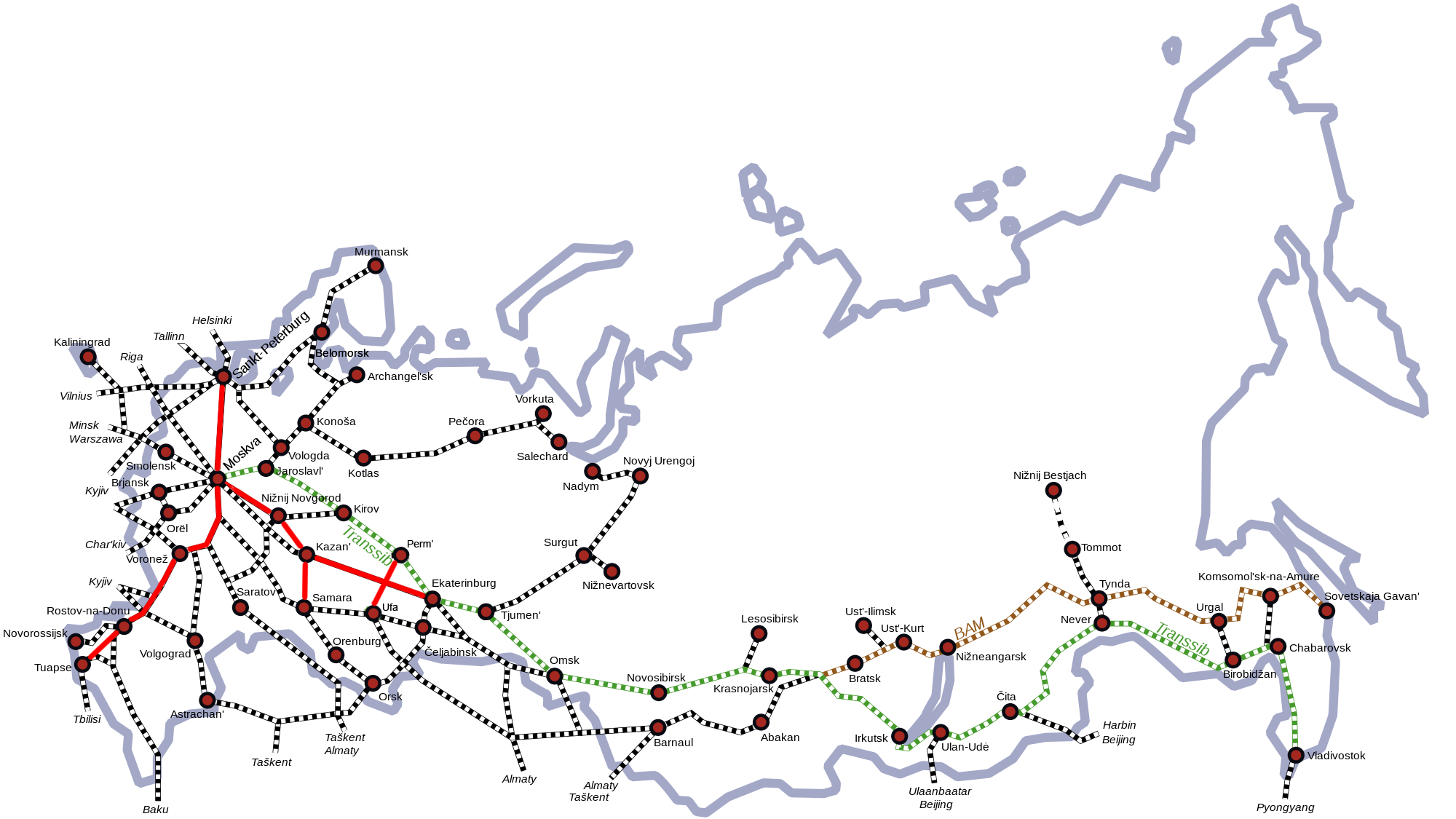
Проекты высокоскоростных железных дорог до 2030 г.

ВСЖМ-1 Москва — Санкт-Петербург — строящаяся высокоскоростная железнодорожная магистраль Москва — Санкт-Петербург для движения высокоскоростных поездов. Открытие пассажирского движения по магистрали ожидается в 2029 году.
До мая 2013 года планировалась как первая в России высокоскоростная железнодорожная пассажирская магистраль, однако строительство так и не было начато. 27 мая 2013 на совещании о перспективах развития высокоскоростного железнодорожного сообщения в Сочи Президент РФ Владимир Путин объявил о решении построить в 2014—2018 годах первую в России ВСМ Москва — Казань с перспективой продления до Екатеринбурга; ранее планировавшийся проект ВСМ-1 Москва — Санкт-Петербург был отложен на неопределённый срок. В апреле 2019 года Путин поручил возобновить проектирование магистрали, а проект ВСМ Москва — Казань был отложен. Начало проектирования ВСМ Москва — Санкт-Петербург через Великий Новгород протяжённостью 679 км планировалось на 2021 год; ориентировочное начало движения — в 2028 году, время в пути 2 ч 15 мин без учёта остановок. Строительство магистрали планируется начать в середине 2025 года. Планируется, что его акционером будет ГУП «Московский метрополитен».

## Предпосылки к появлению высокоскоростных специализированных магистралей в СССР
Идеи строительства в СССР специализированных высокоскоростных железнодорожных линий стали высказываться в конце 1960-х годов. В 1969—1974 гг. по заданию МПС СССР ряд научно-исследовательских и проектных организаций во главе с ЦНИИ МПС (в последующие годы ВНИИЖТ) провели комплекс работ по изучению дальнейших путей повышения скоростей движения на железных дорогах страны. Был сделан вывод, что дальнейшее увеличение скоростей движения поездов может быть достигнуто при специализации линий, основанной на принципе преобладания пассажирского или грузового движения. Одновременно с этим, к рассмотрению предлагался вариант строительства специальной линии «Москва — Юг» протяжённостью 1500—2000 км, в сочетании с реконструкцией главного хода Октябрьской железной дороги для скоростей движения до 200 км/ч; строительство отдельной ВСМ Ленинград — Москва не планировалось. На частично реконструированной Октябрьской железной дороге Москва — Ленинград был пущен с небольшой интенсивностью скоростной электропоезд ЭР200.
В 1987 году при участии Министерства путей сообщения и Государственного комитета по науке и технике было начато проектирование магистралей для скоростей 300—350 км/ч. Головной организацией по изысканиям стал ВНИИЖТ, координатором работ был назначен Е. А. Сотников. Проект предполагал строительство ВСМ «Центр — Юг» (Москва — Крым), на её следующем этапе — включаемую в последнюю, ВСМ «Ленинград — Москва». В результате исследований была сформулирована Государственная научно-техническая программа «Высокоскоростной экологически чистый транспорт», утверждённая Постановлением Совета Министров СССР № 1474 от 30 декабря 1988 года. Об этом стало известно начальнику Октябрьской железной дороги А. А. Зайцеву, при участии которого головным участком будущей ВСМ, вопреки проекту, было выбрано направление Ленинград — Москва.

## Хронология реализации проекта
На стадии подготовки и первоначальных работ, в годы существования СССР, проект имел различные формы, несколько раз видоизменялся и прошёл следующие этапы в своём развитии:
- Первая половина 1960-х годов — первые опыты по эксплуатации скоростной линии Москва — Ленинград (в экспериментальном порядке) показали, что состояние технических средств железнодорожного состава позволяло обеспечить максимальную скорость поездов 160 км/ч. На этой магистрали внедрен бесстыковой путь из тяжёлых рельсов, уложены специально спроектированные для этих целей советскими учёными и конструкторами стрелочные переводы, позволяющие развивать скорость поездов при движении по ним свыше 160 км/ч, — в практике советских дорог такая скорость по стрелкам допускалась впервые. Скоростная линия была оснащена новейшими системами релейной автоматической блокировки, автоматической локомотивной сигнализации, диспетчерского контроля, маршрутно-релейной централизации стрелок. Все переезды на этой линии были оборудованы автоматическими шлагбаумами или заградительной и оповестительной сигнализацией.
- 1967 год — опыты по развитию на скоростной линии Москва — Ленинград максимальных скоростей пассажирских поездов до 180—200 км/ч. Магистраль Москва — Ленинград стала своего рода производственной лабораторией скоростного движения.
- 1975 год — научно-технический совет МПС признал целесообразность разработки технико-экономического обоснования проекта по созданию высокоскоростных магистралей.
- 1978 год — подготовка к созданию линии высокоскоростного движения пассажирских поездов Москва — Ленинград с проектной скоростью движения экспресс-поездов 200 км/ч. Ведутся также исследования по направлению создания специальных высокоскоростных линий в направлениях Москва — Юг. По ряду причин, осуществление проекта было отложено.
- 1988 год — утверждена Государственная научно-техническая программа «Высокоскоростной экологически чистый транспорт». ВНИИЖТ был подготовен научный проект, в котором было обосновано создание ВСМ.
- 1988—1990 годы — Ленгипротранс начал работу по подготовке технико-экономического обоснования проекта высокоскоростной магистрали Ленинград — Москва под скорость 300—350 км/ч.
- Март 1991 год — Государственная экспертная комиссия Госплана СССР признала перспективность разработки ВСМ Ленинград — Москва в качестве самостоятельной научно-технической проблемы. Вопрос о реализации этого проекта поставлен на повестку дня коллегии МПС.
- 13 сентября 1991 год — Указ Президента РСФСР Б. Н. Ельцина № 120 «О создании высокоскоростной пассажирской железнодорожной магистрали Санкт-Петербург — Москва». Образовано РАО «Высокоскоростные магистрали».
- Июль 1998 года — президент Б. Ельцин отменил указ «О создании высокоскоростной пассажирской железнодорожной магистрали Санкт-Петербург — Москва».

### Стадия предпроектных изысканий (1990)
На стадии технико-экономических соображений (ТЭС) в 1990 году, проектным институтом Ленгипротранс было рассмотрено 5 вариантов прохождения дороги: Западный, Восточный, Комбинированный, Дальний и Новгородский. В конечном итоге рассматривались Новгородский, Западный и Комбинированный варианты. В процессе согласования трассы с землевладельцами и местными органами власти, а также по опросам населения, Новгородский вариант получил значительно большую поддержку, чем Западный и Комбинированный. При этом администрации Тверской и Московской областей категорически возражали против строительства ВСМ по Комбинированному варианту, а администрация Новгородской области выступала только за Новгородский вариант.

### Стадия проектирования (1992—1995)
В 1992 году начальный проект скоростной железной дороги (ТЭО-92, главный инженер проекта К. А. Кочетков) был разработан проектным институтом Ленгипротранс. Летом того же года проект был утверждён Наблюдательным советом РАО «ВСМ», в августе-сентябре документ прошёл экспертизу Экспертного совета при Президенте РФ.
13 сентября 1991 года был подписан Указ Президента РФ № 120 «О создании высокоскоростной пассажирской железнодорожной магистрали Петербург — Москва». Через три года после этого земли, по территории которых должна была пройти дорога, передали РАО «ВСМ» в бессрочное пользование (912 га земли в Санкт-Петербурге и Ленинградской области, 2196 га в Новгородской области и 36,2 га в Московской области). Проект финансировался из федерального бюджета.
19 октября 1992 года Государственная научно-техническая программа «Высокоскоростной экологически чистый транспорт» была утверждена Приказом Министерства науки, высшей школы и технической политики Российской Федерации № 1094. В качестве направления ВСМ рассматривалась только линия Санкт-Петербург — Москва.
Все дополнительные требования государственных экспертиз были рассмотрены подрядчиком и заказчиком, в результате чего был составлен исправленный проект ВСМ (ТЭО-95, главный инженер Л. Н. Данильчик).

#### Положения проекта (ТЭО-95)
Согласно проекту, длина железной дороги должна была составить 659,1 км, ширина колеи — 1520 мм. Электрификация дороги предусматривалась на переменном токе частотой 50 Гц и напряжением 25 кВ. Маршрутная скорость движения поездов была определена 220—260 км/ч с максимальной эксплуатационной скоростью 300 км/ч, а расчётной — 350 км/ч. В пределах пригородных зон предусматривалась скорость до 200 км/ч.
При строительстве дороги предполагалось использовать термоупроченные рельсы марки Р65 с повышенной твердостью поверхности катания, сваренные в плети длиной вплоть до нескольких сот километров и даже неограниченной длины. Реализация скоростей до 350 км/ч требовала ограничения радиуса кривых в плане не менее 7000 м, уклонов в профиле до 24 ‰, упругой осадки насыпи под проходящим поездом — не более 1,5 мм. Ширина междупутья — 4,5 м, ширина земляного полотна — до 13,8 м.
ВСМ должна была пройти примерно в 30 км от главного хода Октябрьской железной дороги и в районе городов Тверь и Великий Новгород. На линии предполагалось построить многофункциональные вокзальные комплексы в конечных пунктах, 2 участковые станции с ремонтной базой (Новая Тверь, Мельниково) и 8 промежуточных станций (Обухово-II, Жаровская, Крестцы, Валдай-Скоростная, Граничная, Садва, Логовежь, Высоковск), 19 диспетчерских постов, техническую станцию (депо электроподвижного состава) и парк отстоя электропоездов в Москве.
Сообщение по трассе планировалось организовать отечественными высокоскоростными поездами «Сокол-250». Движение поездов намечалось с 6 до 24 часов. Примерный график предполагал отправку экспрессов с конечных пунктов утром (с 6 до 9 часов) и вечером (с 18 до 21 часа) с интервалом через 15 мин., а в период с 9 до 18 часов — через 1—2 часа. Время в пути без остановок должно было составлять 2,5 часа, со всеми остановками и заездом в Новгород — до 4 часов. Ночное время предполагалось использовать для ремонтных и хозяйственных работ.
Управление движением высокоскоростных поездов предусматривалось в режиме автоведения с возможностью перехода на ручное управление. Диспетчерский центр управления (ДЦУ) планировалось расположить в Санкт-Петербурге. Движение поездов на перегонах планировалось осуществлять с помощью двухпутной двусторонней автоблокировки без проходных светофоров. В качестве основного средства сигнализации была предложена система АЛСН.
Также планировалось построить прилегающую к трассе патрульную автомобильную дорогу для обслуживания магистрали. Окончание строительных работ было запланировано на 1998 год.

#### Реализация проекта
В 1995 году проект был принят. К 1997 году планировалось ввести в эксплуатацию участок Санкт-Петербург — Новгород, в 1998 году — Тверь — Москва, к 2000 году — магистраль на всем её протяжении.
Однако, президент Ельцин 1 июля 1998 года подписал Указ № 756 «О признании утратившими силу некоторых указов Президента РФ», в котором говорилось: «Признать утратившими силу Указ Президента РФ от 13 сентября 1991 г. № 120 „О создании высокоскоростной пассажирской железнодорожной магистрали Санкт-Петербург — Москва“ и пункты 2 и 3 Указа Президента РФ от 17 июля 1992 г. № 786 „О строительстве высокоскоростной пассажирской железнодорожной магистрали Санкт-Петербург — Москва и организации производства электроподвижного состава“». Работы по реализации проекта не были начаты. Через несколько лет РАО «ВСМ» было признано банкротом и прекратило своё существование; проект не был реализован, из всех работ реально было выполнено только сооружение котлована вблизи Московского вокзала в Санкт-Петербурге.

### После 2000 года
В 2004 году министр транспорта РФ Игорь Левитин выступил с инициативой возобновления строительства отдельной высокоскоростной магистрали. Предложение было поддержано президентом ОАО «Российские железные дороги» Владимиром Якуниным.
В 2006 году для осуществления проекта «Российские железные дороги» и «Трансмашхолдинг» создали новую компанию — ОАО «Скоростные магистрали», которая вела предпроектную проработку новой магистрали.
При разработке «Обоснования инвестиций» анализировался как «Новгородский», так и «Западный» варианты и в 2009 году ОАО «РЖД» приняло решение изменить трассу ВСМ в пользу «Западного варианта» — параллельно существующему главному ходу Октябрьской железной дороги от Валдая до Санкт-Петербурга и несколько дальше от Великого Новгорода, чем предполагалось ранее; изменение трассы позволило обойти Валдайский национальный парк и Невское газохранилище, избежать пересечения с проектируемой скоростной автомагистралью, а также сократить линию примерно на 40 километров.
16 марта 2010 года был подписан Указ Президента РФ № 321 «О мерах по организации движения высокоскоростного железнодорожного транспорта в Российской Федерации». Проведена презентация ВСМ, на которой были озвучены её предполагаемые характеристики: протяжённость — 660 км, время прохождения — 2,5 ч, скорость — до 400 км/ч, объёмы перевозок — до 42 пар поездов в сутки и до 14 млн пассажиров в год.
20 октября 2011 года «РЖД», совместно с компанией «Скоростные магистрали», презентовали новый проект высокоскоростной железнодорожной магистрали; «РЖД» планировало провести тендер на строительство магистрали в 2011 году.
Строительством новой магистрали должна была заниматься компания «Скоростные магистрали», окончание строительства планировалось на 2017 год — при этом по состоянию на 2013 год оно даже не начиналось.
27 мая 2013 года на совещании о перспективах развития высокоскоростного железнодорожного сообщения в Сочи Президент РФ Владимир Путин объявил о решении построить в 2014—2018 годах первую в России ВСМ Москва — Казань с перспективой продления до Екатеринбурга. Ранее планировавшийся проект ВСМ Москва — Санкт-Петербург отложен на неопределённый срок.
В феврале 2019 года «привлекательным и актуальным» назвал проект курирующий вице-премьер Максим Акимов.
В апреле 2019 года В. Путин поддержал предложение врио губернатора Санкт-Петербурга Александра Беглова и гендиректора «РЖД» Олега Белозёрова о возобновлении проектирования ВСМ Москва — Санкт-Петербург (в мае 2019 руководитель кластера «Российский Маглев» доктор экономических наук, профессор кафедры «Экономика транспорта» Петербургского государственного университета путей сообщения и бывший министр путей сообщения РФ Анатолий Зайцев заявил, что, возвращаясь к строительству ВСМ Москва — Санкт-Петербург, стоит говорить только о магнитолевитационной трассе, добавив при этом, что другой подход будет шагом назад).
В июне 2019 вице-премьер РФ Максим Акимов предварительно оценил строительство в 1,5 трлн рублей; к тому же он отметил, что самая сложная задача — обеспечить для магистрали «заход в город».
В августе 2020 года замглавы Минтранса России Владимир Токарев объявил о том, что первый пассажирский состав высокоскоростного поезда поедет по магистрали Москва — Санкт-Петербург в декабре 2026 года. По расчетам ведомства, на четвёртый год эксплуатации ВСМ пассажиропоток суммарно составит 23,3 млн человек. Строительство высокоскоростной магистрали Москва — Санкт-Петербург планировалось начать в 2021 году.
В 2021 году предполагалось заключение между РЖД и «Уральскими локомотивами» договора на поставку и обслуживание на протяжении жизненного цикла 42 электропоездов, которые на первом этапе будут эксплуатироваться на ВСМ Москва — Санкт-Петербург. «Уральские локомотивы» обеспечат производство электропоездов с уровнем локализации до 80 % и их дальнейшее сервисное обслуживание.
Также, в ноябре 2021 года стало известно, что правительство России рассматривает возможность отказа от строительства ВСМ в пользу усовершенствования и наращивания скоростей на действующей линии между Москвой и Санкт-Петербургом.
В августе 2023 года президент России В. Путин заявил о наступлении момента для реализации проекта ВСМ между Москвой и Санкт-Петербургом. По информации Минтранса, у проекта есть потенциальные инвесторы, например, Алексей Мордашов; на тот момент строительство ВСМ оценивалось в 1,7 трлн рублей. Минтранс заявил, что данный проект будет самоокупаемым и не потребует поддержки из госбюджета.
17 августа 2023 на сайте Кремля опубликовали схему национального проекта, согласно ей, вторым этапом станет дорога из Москвы до Екатеринбурга (через Нижний Новгород и Казань); третьим — между столицей и Воронежем. Далее высокоскоростная магистраль свяжет Воронеж, Ростов-на-Дону и Адлер.

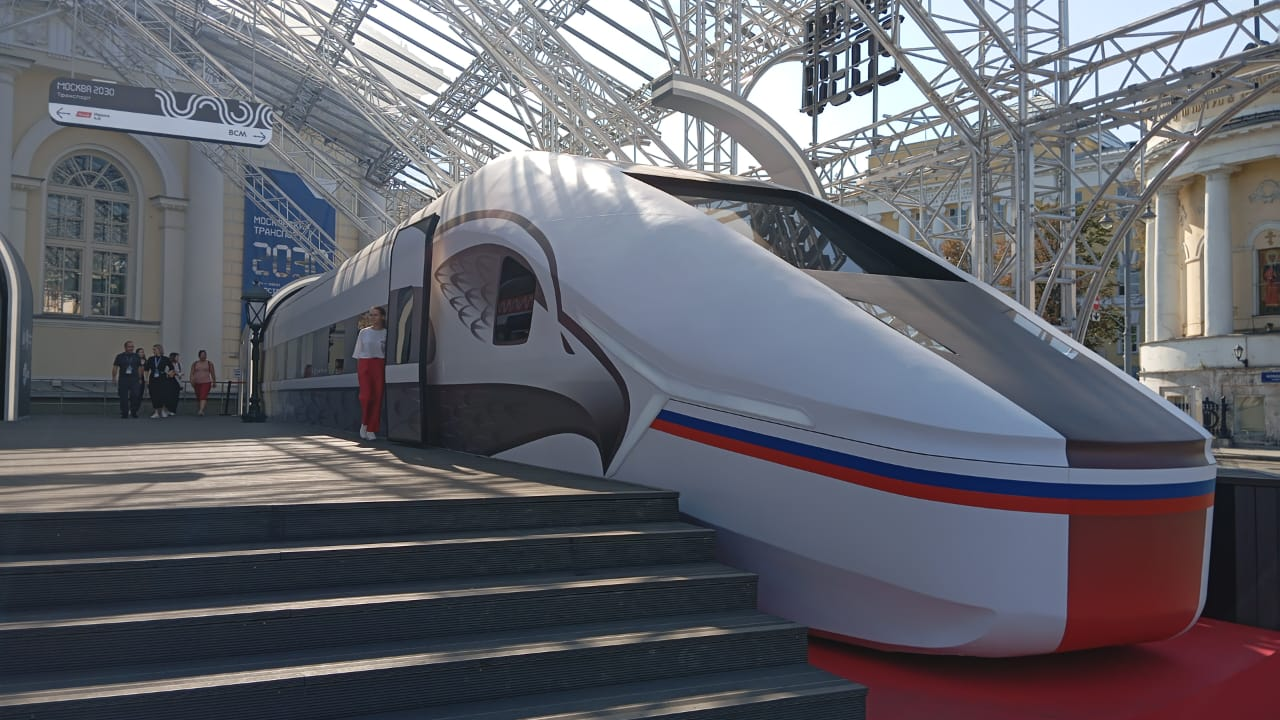
Разрабатываемый пассажирский высокоскоростной электропоезд «Белый кречет»

Строительство магистрали было запущено в марте 2024 года.
15 апреля 2024 года был подписан договор между ОАО «РЖД» и АО «Уральские локомотивы» (входит в «Синара—Транспортные машины», СТМ) на изготовление, сертификацию и поставку двух головных образцов высокоскоростного подвижного состава для ВСМ Москва — Санкт-Петербург.
В июне 2024 года власти сообщили, что общая стоимость строительных работ ВСМ на данный момент установлена в размере 1,755 триллиона рублей.
5 июля 2024 года премьер-министр России Михаил Мишустин подписал концессионное соглашение по строительству ВСМ Москва — Санкт-Петербург.
9 июля 2024 года стало известно, что «Российские железные дороги» в 2024 году вложат 12 млрд рублей в подготовительные работы для строительства высокоскоростной железнодорожной магистрали Москва — Санкт-Петербург.
В августе 2024 года состоялась церемония подписания договоров на поставку 41 электропоезда для высокоскоростной железнодорожной магистрали между производителем «Уральские локомотивы», лизинговой компанией АО «ГТЛК» и компанией-концессионером ООО «ВСМ Две Столицы». Также был подписал договор лизинга между ООО «ВСМ Две Столицы» и АО «ГТЛК».

## Характеристики реализуемого проекта
Высокоскоростные поезда при скоростях до 400 км/ч будут преодолевать 679 км за 2,25 ч. На протяжении самой магистрали планируется строительство более 250 искусственных сооружений.
Планируется, что объём перевозок составит более 14 миллионов человек в год, а интенсивность движения составит 42 поезда в сутки.
Старший вице-президент «РЖД» В. И. Решетников сообщал, что стоимость строительства высокоскоростной магистрали оценивается согласно проекту в 30 млрд $.
Предполагалось, что социально-экономические выгоды от ВСМ более чем вдвое превысит затраты, необходимые на его реализацию. Кроме того, проект значительно повысит инвестиционную привлекательность районов, прилегающих к магистрали, а также обеспечит сокращение времени в пути и снижение смертности на автотранспорте (за счёт перераспределения пассажиропотока), улучшит транспортную доступность регионов и мобильность населения, создаст новые рабочие места. Помимо этого, строительство высокоскоростной магистрали позволит вернуть грузовые перевозки на главный ход Октябрьской железной дороги, чем уменьшит их издержки.

### Технические параметры
- Минимальный радиус кривых участков пути — 4000 м, максимальный — 10 000 м для скорости до 400 км/ч.
- Для ВСМ-1 разработана конструкция безбалластного верхнего строения пути (БВСП) для скоростей движения поездов до 400 км/ч. Конструкция состоит из следующих элементов: бесстыковые рельсовые плети из рельсов марки Р65; упругие промежуточные скрепления; несущая подрельсовая плита заводского изготовления; самоуплотняющийся бетон; основание в виде плиты фундамента.
- Ширина основной площадки земляного полотна на перегонах составляет 12,2 м, которая определяется из условия обеспечения расстояния между осями главных путей 5 м и размещения в пределах основной площадки лотков для укладки кабелей СЦБ на минимальном расстоянии от оси пути 3,25 м. При безбалластной конструкции верхнего строения пути основная площадка принимается горизонтальной в пределах плит основания БВСП. Остальная часть основной площадки земляного полотна устраивается с уклоном 40 % в полевую сторону. Земляное полотно состоит из первого защитного слоя, второго защитного слоя и грунта тела насыпи.
- На участке Обухово-2 — Алабушево применяется система электроснабжения переменного тока напряжением 2x25 кВ, на входах в Москву (участок Москва — Алабушево) и Санкт-Петербург (участок Санкт-Петербург-Главный — Обухово-2) применена система электроснабжения постоянного тока напряжением 3 кВ.
- Минимальный интервал между высокоскоростными поездами на перегонах — 10—15 минут.

### Раздельные пункты
Проектом на скоростной магистрали предусматривались станции: Высоковск, Новая Тверь, Логовежь, Граничная, Окуловка, Малая Вишера, Мельниково, Тосно.
Для обеспечения безопасности движения поездов на расстоянии 25—30 км от станций планировалось расположить диспетчерские посты, закрытые для пассажирских операций. Посты должны были иметь два съезда между главными путями, к некоторым из них могли бы примыкать тупиковые пути для путевой техники и соединительные ветви для связи с общей сетью железных дорог.
Проект 2021 года на скоростной магистрали предусматривает станции Высоковск, Новая Тверь, Логовежь, Садва, Выползово, Окуловка, Великий Новгород, Жарковская.
По состоянию на март 2024 предусмотрены остановки Москва-Пассажирская (Ленинградский вокзал) (Москва), Рижская (Москва), Петровско-Разумовская (Москва), Зеленоград-Крюково (Москва), Высоково (Московская область), Новая Тверь (Тверская область), Логовежь (Тверская область), Садва (Тверская область), Выползово (Тверская область), Валдай (Новгородская область), Горки (Новгородская область), Великий Новгород (Новгородская область), Тигода (Новгородская область), Жаровская (Ленинградская область), Обухово-2 (Санкт-Петербург), Санкт-Петербург-Главный (Московский вокзал) (Санкт-Петербург).

## Строительство
Реализация проекта планировалась по схеме государственно-частного партнёрства на основе контракта жизненного цикла: государство оплачивает сервис с момента запуска проекта в эксплуатацию и выполняет её ежегодно в течение всего жизненного цикла объекта при обязательном выполнении измеряемых функциональных критериев (таких, как время в пути, доступность магистрали, количество опозданий, количество сбоев, аварий). В свою очередь, государство гарантирует подрядчику, что в случае предоставления сервиса оплата будет производиться регулярно.

### 2022—2023
Было начато строительство ввода высокоскоростной магистрали в Москву. На этом участке (V—VI пути Москва-Пассажирская — Крюково) будет построено три остановочных пункта: Рижская, Петровско-Разумовская и Крюково.

### 2024
В апреле 2024 года Владимир Путин подписал указ о выделении в 2025 году из ФНБ на строительство ВСМ не менее 300 млрд рублей. С 2024 по 2028 год на выкуп земельных участков выделят грант в 28,5 млрд рублей. До 2028 года Москва профинансирует строительство ВСМ на сумму не менее 150 млрд руб, Московская область — 20 млрд, Санкт-Петербург — 30 млрд, Ленинградская область — 10 млрд рублей, Новгородская — 6 млрд руб., Тверская — 5 млрд руб.
3 августа в Химках завершена надвижка самого большого пролёта железнодорожного моста через канал имени Москвы, общая длина моста из девяти пролётов — 399 м, вес металлоконструкций — 3953 т. Полностью завершить сборку моста планируется до конца 2024 года.

### Перспективы
Также планируется начать строительство ввода магистрали в Санкт-Петербург. III—IV пути участка Санкт-Петербург-Главный — Санкт-Петербург-Сортировочный-Московский будут приспособлены для высокоскоростного движения. Также будут построены остановочный пункт Обухово и пассажирская техническая станция Обухово II.

## Социально-экономические эффекты и экологическое воздействие
Среди краткосрочных социально-экономических эффектов от создания ВСМ отмечаются:
- поступление дополнительных налоговых отчислений при привлечении местных строительных и сервисных компаний, созданий новых рабочих мест;
- появление новых рабочих мест на период строительства;
- нарушение сложившейся транспортной системы.

Среди долгосрочных социально-экономических эффектов от создания ВСМ отмечаются:
- повышение мобильности населения;
- повышение уровня комфорта и безопасности (по сравнению с другими видами транспорта);
- объединение крупных городов в единую агломерацию и стимулирование развития экономики страны;
- формирование мультимодальных транспортных систем совместно с авиасообщением, пригородными поездами и общественным городским транспортом.

Создание ВСМ окажет долгосрочное негативное воздействие на окружающую среду:
- несущественное долгосрочное воздействие на физическую среду (выбросы загрязняющих веществ, шумовое загрязнение, электромагнитное воздействие, загрязнение вод);
- существенное долгосрочное воздействие на биологическую среду (негативное воздействие на почвы, растительность, животный мир).